# Заречье (Спасский район)
Заречье — село в Спасском районе Рязанской области. Административный центр Заречинского сельского поселения.

## География
Село расположено на правом берегу реки Проня примерно в 15 км к западу от районного центра. Ближайшие населённые пункты — село Добрый Сот к западу, село Перкино к северу, посёлок Проня к востоку и посёлок Садовая к югу.

## История
Деревня Заречье впервые упоминается в XIX веке под названиями Заречья и Добросотские Выселки.
В 1905 году деревня Добросотские Выселки входила в состав Кирицкой волости Спасского уезда Рязанской губернии и имела 71 двор при численности населения 509 человек.

## Население
| 2010 |
| ---- |
| 179  |

## Транспорт и связь
Неподалёку от села находится станция Проня Сасовского направления Московской железной дороги.
Через село проходит федеральная трасса М5 «Урал».
Село Заречье обслуживает сельское отделение почтовой связи Проня (индекс 391090).